# یه-یه (رئال مادرید)

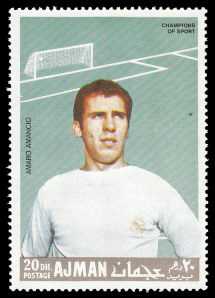
تمبر عجمان در سال 1968 به یاد آمانسیو آمارو بازیکن رئال مادرید.

تیم Yé-yé نامی بود که به نسل بازیکنان اسپانیایی رئال مادرید داده شد که در دهه ۱۹۶۰ بر فوتبال اسپانیا تسلط داشتند. کاپیتان تیم توسط فرانسیسکو جنتو بازیکن کهنه‌کار بود که در دهه ۱۹۵۰ با آلفردو دی استفانو پنج بار قهرمان جام ملت‌های اروپا شد. او گروهی از بازیکنان جوان را رهبری می‌کرد که شامل خوزه آراکویستاین، پاچین، پدرو دی فیلیپه، مانوئل سانچیس، پیری، ایگناسیو زوکو، فرناندو سرنا، آمانسیو آمارو، رامون گروسو و مانوئل ولاسکز بودند. این گروه از بازیکنان جوان‌تر گاهی اوقات هیپی محسوب می‌شدند، زیرا موهای بلندتری نسبت به نسل قبلی داشتند. نام "Yé-Yé" از گروه کر "Yeah, Yeah, Yeah" در آهنگ بیتلز "اون عاشقته" پس از اینکه چهار عضو تیم برای مارکا جعل بیتلز عکس گرفتند، گرفته شد. "Yé-Yé" همچنین در اسپانیا در دهه شصت که Beatlemania در سراسر جهان رواج یافت و همچنین سبک موسیقی رایج در اسپانیا در آن دهه، به جوانان اسپانیایی خوانده می‌شد.
دگرگونی تیم در سال ۱۹۵۹ زمانی که میگل مونوز سرمربی رئال مادرید شد آغاز شد. به عنوان یک بازیکن، او کاپیتان رئال مادرید بود و آنها در جام ملت‌های اروپا در سال‌های ۱۹۵۶ و ۱۹۵۷ قهرمان شدند. تیمی که او با آن بازی کرد با بهترین استعدادهای خارجی ساخته شد که رئال مادرید می‌توانست به دست آورد. تیمی که او به عنوان سرمربی رئال مادرید ساخت، کاملاً از بازیکنان اسپانیایی تشکیل شده بود. آنها بر لالیگا تسلط یافتند و ۹ بار برنده رقابت شدند، از جمله پنج سکانس متوالی. آنها همچنین جام اروپا را در سال ۱۹۶۶ در استادیوم هیسل بروکسل با غلبه بر پارتیزان بلگراد ۲–۱ به دست آوردند.